# Sericania marginata
Sericania marginata är en skalbaggsart som beskrevs av Shuhei Nomura 1973. Sericania marginata ingår i släktet Sericania och familjen Melolonthidae. Inga underarter finns listade i Catalogue of Life.